# 旌善李氏
旌善李氏（チョンソンニし、정선이씨）は、朝鮮の氏族の一つ。本貫は江原道旌善郡である。2015年の調査では、2,597人である。
始祖の李陽焜は元々、ベトナムの李朝の第4代皇帝李仁宗の養子であったが、政争に巻き込まれたため中国の南宋に亡命していた。その後、宋高宗の時代に金との戦争を避けるために高麗に再び移住し、慶州に定着した。

## 集姓村
- 江原道鉄原郡寅目面承陽里
- 黄海道載寧郡三江面雪山里
- 黄海道平山郡麟山面
- 黄海道新渓郡
- 咸鏡南道安辺郡安辺面上・下花山里
- 咸鏡南道安辺郡新茅面上・下漁池里
- 咸鏡南道安辺郡新茅面中漁池里[2]